# Флаг Рыбно-Слободского района
Флаг муниципального образования Ры́бно-Слободский муниципальный район Республики Татарстан Российской Федерации — опознавательно-правовой знак, служащий официальным символом муниципального образования.
Флаг утверждён 13 октября 2006 года и внесён в Государственный геральдический регистр Российской Федерации с присвоением регистрационного номера 2633, а также в Государственный геральдический реестр Республики Татарстан с присвоением регистрационного номера 75.

## Описание
«Флаг Рыбно-Слободского муниципального района представляет собой прямоугольное голубое полотнище с отношением ширины к длине 2:3, несущее изображения гербовых фигур района — серебряной рыболовной сети и жёлтой белуги на её фоне».

## Символика
Флаг разработан на основе герба, который отражает название района, его исторические, природные и экономические особенности.
Центр муниципального образования — село Рыбная Слобода — образовано в конце XVI столетия по указу Бориса Годунова. Слободу построили около острога, созданного для укрепления внешних рубежей Российского государства, на правом берегу реки Камы. Своё название — «Рыбная» — слобода получила от широко распространённого здесь рыбного промысла, что было исторически и природно-географически обусловлено. Рыболовством занимались также и жители многих прикамских селений, входящих ныне в муниципальный район.
Голубое поле подчёркивает особую важность для района водных ресурсов: природной границей района является река Кама (Куйбышевское водохранилище), а три реки — Бетьки, Ошняк и Шумбут, протекающие по территории района, объявлены памятниками природы. Синий, голубой цвет — также является символом чести, благородства, духовности.
Ажурное плетение сети аллегорически показывает традиционные для района кружевное и ювелирное ремесла. Рыбно-Слободские кружева отличались чётким рисунком с преобладанием геометрических узоров.
Жёлтый цвет (золото) — символ урожая, богатства, стабильности, уважения и интеллекта.
Белый цвет (серебро) — символ чистоты, совершенства, мира и взаимопонимания.